# Campanulorchis pellipes
Campanulorchis pellipes là một loài thực vật có hoa trong họ Lan. Loài này được (Rchb.f. ex Hook.f.) Y.P.Ng & P.J.Cribb mô tả khoa học đầu tiên năm 2005.